# Mileta Novaković
Mileta St. Novaković (* 11. Dezember 1878 in Belgrad; † 1940) war ein jugoslawischer Jurist und Diplomat. Er wirkte ab 1908 als Professor für Völkerrecht an der Universität Belgrad und von 1931 bis 1936 als Hilfsrichter am Ständigen Internationalen Gerichtshof.

## Leben
Mileta Novaković wurde 1878 in Belgrad als Sohn des Politikers und Gelehrten Stojan Novaković und seiner Ehefrau Jelena (Jela) Novaković-Kujundžić geboren und absolvierte nach dem Schulbesuch in seiner Heimatstadt ein Studium der Rechtswissenschaften an der Universität von Paris, das er 1905 mit der Promotion über die internationale Schiedsgerichtsbarkeit abschloss.
Ab 1906 lehrte er Völkerrecht an der Universität Belgrad, an der er 1908 eine Titularprofessur sowie 1920 eine ordentliche Professur erhielt, und von 1929 bis 1932 als Dekan der juristischen Fakultät fungierte. Im Jahr 1920 übernahm er darüber hinaus auch Lehrverpflichtungen im Bereich des Völkerrechts an der Höheren Militärschule in Belgrad. Nach der Wiedergründung der Srpska napredna stranka (Serbische Fortschrittliche Partei) im Jahr 1920 wurde er wie einst sein Vater Vorsitzender der Partei, die jedoch ohne förmliche Auflösung fünf Jahre später zu bestehen aufhörte.
Von der Regierung des Königreichs Jugoslawien wurde er mehrfach mit diplomatischen Missionen im Ausland betraut, so beispielsweise in den Jahren 1921 und 1924 als Vertreter seines Heimatlandes bei den Sitzungen der Versammlung des Völkerbundes. Im September 1931 wurde er zum Hilfsrichter (juge-suppléant) am Ständigen Internationalen Gerichtshof in Den Haag gewählt, dem er zuvor bereits 1929 in einem Fall als Ad-hoc-Richter angehört hatte. Er trat das Amt mit Beginn des Jahres 1932 an und übte es bis zur Abschaffung der Funktion der Hilfsrichter im Jahr 1936 aus.
Die Universität Straßburg verlieh ihm 1920 einen Ehrendoktortitel. Ab 1928 fungierte Mileta Novaković als Präsident der Jugoslawischen Gesellschaft für Völkerrecht (Jugoslovensko udruženje za međunarodno pravo), der nationalen Vereinigung Jugoslawiens in der International Law Association. Er starb 1940.

## Werke (Auswahl)
- Druga Haška Konferencija Mira [Die zweite Haager Friedenskonferenz]. Dositije Obradović, Belgrad 1908
- Rad Haškoga Izbornoga Suda [Die Arbeit des Haager Schiedshofes]. Dositije Obradović, Belgrad 1912
- Srbija i dunavska obalska komisija [Serbien und die Kommission der Donauuferstaaten]. Gavrilović, Belgrad 1913
- [zus. mit Lazar Marković] Srpsko-bugarski ugovor sa gledišta međunarodnog prava: Dva članka [Der serbisch-bulgarische Vertrag aus der Sicht des Völkerrechtes: Zwei Artikel]. Delo, Belgrad 1913
- [Mileta S. Novakovitch] L'Occupation austro-bulgare en Serbie. Berger-Levrault, Paris 1918
- Kratak pogled na Društvo naroda [Kurzer Blick auf den Völkerbund]. Društvo za Ligu naroda na Beogradskom universitetu, Belgrad 1925 (Biblioteka za pacifističku kulturu; 1)
- Evolucija ideje mira [Die Entwicklung der Idee des Friedens]. Privrednik, Belgrad 1933. (Biblioteka Jugoslovenskog udruženja za međunarodno pravo; 8)
- Osnovi međunarodnoga javnoga prava [Grundlagen des internationalen öffentlichen Rechtes]. Zwei Bände. Privrednik, Belgrad 1936–1938 (Biblioteka Jugoslovenskog udruženja za međunarodno pravo; 23)
- [zus. mit Vojin L Besarabić] Neutralnost i njena savremena shvatanja [Die Neutralität und die heutigen Auffassungen von ihr]. Belgrad 1939